# Media (Dakota del Sur)
Media es un territorio no organizado ubicado en el condado de Jerauld en el estado estadounidense de Dakota del Sur. En el Censo de 2010 tenía una población de 55 habitantes y una densidad poblacional de 0,62 personas por km².

## Geografía
Media se encuentra ubicado en las coordenadas 44°3′48″N 98°37′24″O / 44.06333, -98.62333. Según la Oficina del Censo de los Estados Unidos, Media tiene una superficie total de 89.33 km², de la cual 88.24 km² corresponden a tierra firme y (1.23%) 1.1 km² es agua.

## Demografía
Según el censo de 2010, había 55 personas residiendo en Media. La densidad de población era de 0,62 hab./km². De los 55 habitantes, Media estaba compuesto por el 100% blancos, el 0% eran afroamericanos, el 0% eran amerindios, el 0% eran asiáticos, el 0% eran isleños del Pacífico, el 0% eran de otras razas y el 0% pertenecían a dos o más razas. Del total de la población el 0% eran hispanos o latinos de cualquier raza.